# Ciclo dei Dorsai
Il Ciclo dei Dorsai (nell'originale inglese conosciuto come Childe Cycle o Dorsai series) è una serie non conclusa di romanzi di fantascienza scritta dall'autore statunitense Gordon R. Dickson tra gli anni cinquanta e gli anni ottanta del Novecento.
Il ciclo ruota principalmente attorno alle vicende della famiglia Graeme - fondatori, come addestratori, ed essi stessi Dorsai, dal nome del loro piccolo pianeta - e narra le vicende umane in un universo che a causa della troppo rapida dispersione della razza umana tra pianeti abitabili, ha generato uomini diversi per inclinazioni ed etica, dove la sola moneta di scambio corrente è costituita dagli specialisti (ogni pianeta ha il suo campo di specializzazione) e dal loro scambio tra i vari governi e potentati economici.
Su tutti, naturalmente, spiccano i Dorsai, mercenari di altissimo livello con capacità fisiche e mentali superiori a qualunque guerriero della storia. Utilizzano preferibilmente piani incruenti nelle loro missioni, ma sanno essere avversari temibili se costretti a combattere.
La serie è composta dai seguenti romanzi:
- Generale genetico (Dorsai! o The Genetic General, 1959)
- Negromante (Necromancer, 1962)
- Soldato non chiedere (Soldier, Ask Not, 1967)
- Tattica dell'errore (Tactics of Mistake, 1971)
- L'Enciclopedia Finale I e II (The Final Encyclopedia, 1988)
- La congiura Dorsai (The Chantry Guild, 1988)

L'ultimo romanzo, che era stato intitolato Childe, non è stato completato alla morte di Dickson ed è tuttora inedito.
Vi sono inoltre quattro racconti e due romanzi che sono ambientati sempre nello stesso universo fantastico, ma non fanno parte del ciclo principale:
- L'ultimo Dorsai (Lost Dorsai, romanzo breve) e Guerrieri (Warrior, racconto), entrambi pubblicati nella raccolta Il Dorsai perduto (Lost Dorsai, 1981)
- Amanda Morgan (romanzo) e Fratelli (Brothers, racconto), pubblicati entrambi nella raccolta Lo spirito dei Dorsai (The Spirit of Dorsai, 1979)